# Femelă

Oglinda de mână și pieptănul zeiței romane Venus sunt des utilizate pentru a reprezenta sexul femini.

Femela sau sexul feminin (♀) este sexul unui organism, sau a unei părți din organism, care produce ovule.